# Txernomorski (Krasnodar)
|  | Per a altres significats, vegeu «Txernomorski». |

Txernomorski - Черноморский (rus) - és un poble (un khútor) del krai de Krasnodar, a Rússia. Es troba als vessants septentrionals del Caucas occidental, a la vora de l'embassament de Varnavínskoie sobre el riu Adagum, a 9 km al nord de Krimsk i a 78 km a l'oest de Krasnodar, la capital.
Pertany al municipi de Iujni.